# 山梨学院大学陸上競技部
山梨学院大学陸上競技部（やまなしがくいんだいがくりくじょうきょうぎぶ）は、山梨学院大学の陸上競技チームである。

## 指導者
- 麻場一徳 - 部長・監督（兼駅伝プロジェクトリーダー）
- 大﨑悟史 - 長距離・駅伝監督
- 柳澤哲 - 競歩監督
- 竹ノ内佳樹 - 長距離コーチ
- 阿部竜巳 - 長距離コーチ
- 上田誠仁 - 顧問・中距離コーチ
- 苅山靖 - 跳躍コーチ
- 野澤啓佑 - 短距離・ハードルコーチ
- 太田和希 - 短距離コーチ
- 土橋めぐみ - コンディショニングコーチ

### 歴代長距離駅伝監督
2019年2月以前は陸上競技部監督。
| 代 | 監督名   | 就任期間        | 備考           |
| -- | -------- | --------------- | -------------- |
| 1  | 上田誠仁 | 1985.04-2019.02 |                |
| 2  | 飯島理彰 | 2019.02-2024.02 | 同校陸上部出身 |
| 3  | 大﨑悟史 | 2024.02-        | 同校陸上部出身 |

## 概要
1977年に創部、1985年より強化育成クラブに指定。関東インカレおよび学生三大駅伝の常連校であり、男子は関東インカレ1部（現在は16校）に属する。得意種目は男子が長距離走、中距離走、競歩。女子が短距離走、跳躍である。2016年より、本格的にトラック＆フィールドの強化に力を入れ始めた。競歩では、2011年の関東インカレで、笹川友輝、青野大地、長岩大樹の3選手で表彰台を独占するという快挙を成し遂げた。また、初めてアフリカ人留学生に門戸を開いたチームとして知られる。関東学生陸上競技連盟に所属。練習拠点と合宿所は山梨県甲府市にある。

## 駅伝競走
- 優勝回数
  - 出雲駅伝：6回（1991年から1995年まで5連覇、2002年）
  - 箱根駅伝：3回（1992年、1994年、1995年）
  - ※全日本大学駅伝ではこれまで10回の2位を経験しているが、優勝は一度もない。

箱根駅伝の初出場は、日本テレビによる中継開始と同じ年だった。出場3年目にチームの主軸に留学生選手を起用し、箱根駅伝に新風を吹き込んだ。第68回大会で初優勝し、優勝回数は3回。初出場から6年目での優勝は、黎明期を除けば専修大学と並び最短タイ記録である。90年代には、早稲田大学と名勝負を演じ「早山時代」と呼ばれた。第72回大会ではイエテボリ世界陸上マラソン代表だった中村祐二が4区で故障し、途中棄権の憂き目を経験している。総合優勝は第71回大会、往路優勝は第79回大会が最後で、2000年代からは成績の振幅が激しいもののシードを獲得する方が多かった。しかし、第93回大会で過去最低順位の17位に終わると、それから3年連続で最低順位を更新するなど低迷した。第96回大会予選会では17位に終わり、初出場からの連続出場が33回で途切れた。第97回大会予選会では7位に入り、2年ぶりに本戦出場を果たした。
ヘルシンキ世界陸上で銅メダリストの尾方剛をはじめ、社会人になってから飛躍する選手も多い。近年では、附属高校でも強化に力を入れており、陸上部を分離した駅伝部として育成している。男子は第64回全国高校駅伝において初優勝を飾り、一貫した強化が実を結んでいる。

## 主な出身者

### 男子長距離
- 高橋しん - 漫画家。箱根駅伝初出場時のメンバー。
- ジョセフ・モガンビ・オツオリ - 箱根駅伝初の留学生ランナー。学生三大駅伝で小林雅幸と並ぶ最多タイとなる10回の区間賞を獲得。2006年8月30日に交通事故で夭折。
- 井幡政等 - ハーフマラソン元日本人学生記録保持者（非公認コース）。現：愛三工業陸上競技部監督。
- ステファン・マニャング・マヤカ - 渡辺康幸のライバルとして、インカレなどで活躍。「真也加ステファン」として日本国籍取得。現：桜美林大学陸上競技部駅伝監督。
- 尾方剛 - 2003年、2005年、2007年とマラソン代表として世界陸上選手権に出場。2005年世界陸上選手権で銅メダル獲得。北京オリンピックマラソン代表。現：広島経済大学陸上競技部監督。
- 中村祐二 - 1995年世界陸上選手権マラソン代表。
- 大﨑悟史 - 2007年世界陸上選手権男子マラソン6位入賞。北京オリンピックマラソン代表。現：同校陸上競技部監督。
- 古田哲弘 - 1996年世界ジュニア選手権10000m銅メダリスト。箱根駅伝8区の前区間記録保持者。
- 橋ノ口滝一 - 2003年日本インカレ5000m、10000mの2冠。2003年ユニバーシアード10000m銅メダリスト。
- 高見澤勝 - 2008年北海道マラソン男子の部優勝。現：佐久長聖高校駅伝部・陸上競技部駅伝監督。
- メクボ・ジョブ・モグス - 日本インカレ5000m、10000mの大会記録保持者（13分28秒22、27分52秒79）。箱根駅伝2区の元区間記録、全日本大学駅伝8区区間記録保持者。
- 松村康平 - 東京マラソン2014で日本人1位となる2時間08分09秒を記録。2014年アジア大会マラソン競技銀メダリスト。
- 森井勇磨 - 2024ボストンマラソンで8位入賞となる2時間09分59秒を記録。ボストンマラソンでのサブ10は瀬古利彦に次いで日本人史上2人目。
- 井上大仁 - 東京マラソン2017で日本人1位となる2時間08分22秒を、東京マラソン2018で日本歴代5位（当時）となる2時間06分54秒を記録。2018年アジア大会マラソン金メダリスト。

### 男子競歩
- 柳澤哲 - シドニーオリンピック男子20km競歩代表。10kmW、15kmW、20kmWの日本記録保持者（39分56秒、59分49秒、1時間19分26秒）。5000mW元日本記録保持者（19分09秒90）。現：山梨学院大学陸上競技部競歩コーチ。
- 藤澤勇 - 10000mW前日本記録保持者（39分15秒00）。5000mW前日本記録保持者（19分03秒92）

### 男子中距離・障害
- 藤脇友介 - 1500mで日本インカレ3連覇。関東インカレ2部で4連覇。日本インカレ1500mの大会記録保持者（3分43秒72）。現：自由ケ丘高等学校教諭、同校女子駅伝部監督。
- 北村智宏 - 800mで日本選手権2連覇、日本インカレ3連覇。関東インカレ3連覇（2部時代を含めれば4連覇）。日本インカレ800mの大会記録保持者（1分48秒11）。現:四国学院大学香川西高校教諭、同校駅伝部監督。
- 村松寛久 - 800mで1分47秒13の元ジュニア日本記録保持者。
- 松本葵 - 3000mSC8分30秒49は日本歴代7位（当時）。
- エノック・オムワンバ - 関東インカレでは第91回から第94回まで1500m4連覇。第94回大会での3分35秒69は日本学生記録。
- 瀬戸口大地 - 第104回日本陸上競技選手権大会男子800m選手権者（1分47秒11）。1分47秒11は日本学生歴代8位。
- 髙田尚暉 - 2024世界クロスカントリー選手権大会シニア男女混合8㎞リレー7位入賞。

### 女子
- 三森由佳 - アトランタオリンピック女子10km競歩代表。現：綜合警備保障陸上競技部監督。
- 青野朱李 - 第4回世界リレー日本代表。

## 関連書籍
- 『山梨学院大学箱根駅伝物語』（佐藤真佐美著、山梨ふるさと文庫、1993/9、ISBN 978-4795207318）
- 『栄光ふたたび　94・山梨学院大学箱根駅伝物語』（佐藤真佐美著、鈴木勝美(写真)、山梨ふるさと文庫、1994/12、ISBN  978-4795207424）